# Qi
 Ikke at forveksle med QI.
 Der er for få eller ingen kildehenvisninger i denne artikel, hvilket er et problem. Du kan hjælpe ved at angive troværdige kilder til de påstande, som fremføres i artiklen.

Qi 氣 eller chi er siden tidlige tider i Kinas oldtid blevet brugt både om den luft vi indånder og om den universelle livsenergi. Men det er vigtigt at forstå at de ikke er det samme. Vi trækker alle vejret, det giver ilt. Men absorbering af qi i daoistisk sammenhæng kan, men behøver ikke, følge åndedrættet.[kilde mangler] De tre ord jing, qi og shen 精氣神 beskriver transformationen af universel livsenergi i mennesket. Bernhard Karlgrens ordbog for oldkinesisk Grammata Serica Recensa giver følgende betydninger: Jing 精: fin og ren ris, essens, sperma. Qi 氣: luft, åndedræt, damp, livsprincip. Shen 神: ånd. 
Kristoffer Schipper skriver, at jing 精 destilleres fra oprindelig universel qi, yuanqi 元氣. Jing er således komprimeret yuanqi, der synker ned og materialiseres i et område i underkroppen kaldet Cinnobermarken, Dantian 丹田. Når den oplagrede jing skal anvendes  bliver den igen luftformig. Så kaldes den blot qi 氣, og stiger opad gennem kæden af indre organer, hvor den til sidst bliver til shen 神, ånd.

Qi 氣 er det samme qi som i Qigong der kan oversættes som 'Energiarbejde'.[kilde mangler] Qi 氣 har også en central betydning i Tai Chi og traditionel kinesisk medicin.
Etymologisk betyder tegnet, i sin traditionelle form 氣 "damp" (气) fra "ris" (米) der koges.[kilde mangler]

## Japansk Ki
Qi 氣 hedder på japansk (ki).
Det japanske sprog indeholder mere end 11.442 forskellige måder hvor "ki" bruges i sammenhæng med andre tegn.[kilde mangler]
Ki anvendes især inden for japanske kampdiscipliner, f.eks. kampråbet kiai (氣合) i karate, kampkunsten aikido (合氣道 - "den harmoniske krafts vej"), endvidere tillige i healingsystemet Reiki (霊気).